# Honda FMX 650
La Honda FMX 650 è un motociclo prodotto dal 2005 al 2012 dalla casa motociclistica giapponese Honda, nello stabilimento spagnolo di Montesa.

## Descrizione
Presentata ad Intermot 2004, la moto monta un motore a quattro tempi monocilindrico dalla cilindrata totale di 644 cm³ con raffreddamento ad aria. La distribuzione avviene tramite quattro valvole radiali comandate da un singolo albero camme in testa.
Il motore deriva da quello montato sulla Honda NX 650 Dominator. La potenza è di 28 kW (38 CV) a un regime di 5750 giri/min, mentre la coppia massima è di 52 Nm a 4500 giri/min. Dotato di avviamento elettrico e cambio a 5 marce, l'FMX consuma tra i 4 e gli 8 litri ogni 100 chilometri, a seconda dello stile di guida.

## Caratteristiche tecniche
| Caratteristiche tecniche - Honda FMX 650 | Caratteristiche tecniche - Honda FMX 650                            | Caratteristiche tecniche - Honda FMX 650                            | Caratteristiche tecniche - Honda FMX 650                            | Caratteristiche tecniche - Honda FMX 650                            | Caratteristiche tecniche - Honda FMX 650                            |
| --- | ------------------------------------------------------------------- | ------------------------------------------------------------------- | ------------------------------------------------------------------- | ------------------------------------------------------------------- | ------------------------------------------------------------------- |
| |                                                                     |                                                                     |                                                                     |                                                                     |                                                                     |
| Dimensioni e pesi |                                                                     |                                                                     |                                                                     |                                                                     |                                                                     |
| Meccanica |                                                                     |                                                                     |                                                                     |                                                                     |                                                                     |
| Tipo motore: monocilindrico | Tipo motore: monocilindrico                                         | Tipo motore: monocilindrico                                         | Tipo motore: monocilindrico                                         | Raffreddamento: a aria                                              | Raffreddamento: a aria                                              |
| Cilindrata | 644 cm³                                                             | 644 cm³                                                             | 644 cm³                                                             | 644 cm³                                                             | 644 cm³                                                             |
| Distribuzione: 4 valvole SOHC | Distribuzione: 4 valvole SOHC                                       | Distribuzione: 4 valvole SOHC                                       | Alimentazione:                                                      | Alimentazione:                                                      | Alimentazione:                                                      |
| Frizione: | Frizione:                                                           | Frizione:                                                           | Cambio: a 5 marce                                                   | Cambio: a 5 marce                                                   | Cambio: a 5 marce                                                   |
| Trasmissione | catena                                                              | catena                                                              | catena                                                              | catena                                                              | catena                                                              |
| Avviamento | Elettrico                                                           | Elettrico                                                           | Elettrico                                                           | Elettrico                                                           | Elettrico                                                           |
| Ciclistica |                                                                     |                                                                     |                                                                     |                                                                     |                                                                     |
| Telaio | acciaio                                                             | acciaio                                                             | acciaio                                                             | acciaio                                                             | acciaio                                                             |
| Sospensioni | Anteriore: Forcella / Posteriore: Monoammortizzatore                | Anteriore: Forcella / Posteriore: Monoammortizzatore                | Anteriore: Forcella / Posteriore: Monoammortizzatore                | Anteriore: Forcella / Posteriore: Monoammortizzatore                | Anteriore: Forcella / Posteriore: Monoammortizzatore                |
| Freni | Anteriore: Disco / Posteriore: Disco con pinza a singolo pistoncino | Anteriore: Disco / Posteriore: Disco con pinza a singolo pistoncino | Anteriore: Disco / Posteriore: Disco con pinza a singolo pistoncino | Anteriore: Disco / Posteriore: Disco con pinza a singolo pistoncino | Anteriore: Disco / Posteriore: Disco con pinza a singolo pistoncino |
| Fonte dei dati: http://web.archive.org/web/20110919211803/http://www.motorradonline.de/de/motorraeder/tests/einzeltests/honda-fmx-650/72496 |                                                                     |                                                                     |                                                                     |                                                                     |                                                                     |